# Periklaz
Periklaz je kubična oblika magnezijevega oksida (MgO), ki se v naravi pojavlja v kontaktnih metamorfnih kamninah in je glavna komponenta večine bazičnih opek za oblaganje peči. V naravi pogosto tvori trdno raztopino z vustitom (FeO). V tem primeru govorimo o feroperiklazu ali magneziovustitu.
Periklaz so prvič opisali leta 1840. Njegovo ime izhaja iz grške besede περικλάω [perikláo], ki namiguje na njegov okrogel školjkast lom. Njegova tipska lokacija je Monte Somma na področju Vezuva v Kampaniji, Italija.
Staro ime minerala je magnezija. Kamni iz pokrajine Magnezija v Anatoliji so poleg magnezijevega oksida vsebovali tudi hidriran magnezijev karbonat in železove okside, kot je magnetit. V antiki so jih imenovali »kamni iz Magnezije«, iz njihovih magnetnih lastnosti pa so kasneje nastali izrazi magnet in magnetizem.
Periklaz se pogosto pojavlja v marmorju, v katerem je nastal z metamorfizmom dolomitskih apnencev. V pogojih, ki vladajo malo pod Zemljino površino, se zlahka pretvori v brucit.
Razen na tipski lokaciji so ga našli tudi v Predazzu (Tirolska, Avstrija), Carlingfordu (Irska), Broadfordu, Skyju in na otoku Muck (Škotska), Leónu (Španija), pokrajini Eifel (Nemčija), Nordmarku, Långbanu in Varmlandu (švedska), Kopejsku na južnem Uralu (Ruska federacija), Kaliforniji in Arizoni (ZDA), Kanadi in južni Avstraliji.
Kristalna struktura periklaza je enaka strukturi halita, zato se je zaradi enostavnosti temeljito preučila. Fizikalne lastnosti periklaza so zato zelo dobro znane. Izkazalo se je, da je mineral stabilen najmanj do tlaka 360 GPa.

## Zemljin plašč
Feroperiklaz (Mg,Fe)O tvori približno 20 % volumna spodnjega Zemljinega plašča. To pomeni, da je v tem delu za silikatnim perovskitom ((Mg,Fe)SiO3) druga najbolj pogosta mineralna faza. V spodnjem plašču je tudi glavni gostitelj železa. Na dnu prehodne cone spodnjega Zemljinega plašča poteka kemijska reakcija
γ-(Mg,Fe)2[SiO4] ⇌ (Mg,Fe)[SiO3] + (Mg,Fe)O,
ki pretvarja γ-olivin v zmes perovskita in feroperiklaza in obratno.  V nekaterih virih se ta mineralna faza imenuje tudi magneziovustit.